# Noord-Borneo op de Gemenebestspelen

Vlag van Noord Borneo

Noord-Borneo was een land dat deelnam aan de Gemenebestspelen, ook wel Commonwealth Games. Het land nam tweemaal deel en wist in die edities geen medailles te behalen. In zowel 1958 als 1962 was Gabuh Piging de enige deelnemer namens het land, hij was actief bij het verspringen en bij de hink-stap-sprong.

## Medailles
| Noord Borneo op de Gemenebestspelen | Noord Borneo op de Gemenebestspelen | Noord Borneo op de Gemenebestspelen | Noord Borneo op de Gemenebestspelen | Noord Borneo op de Gemenebestspelen | Noord Borneo op de Gemenebestspelen |
| ----------------------------------- | ----------------------------------- | ----------------------------------- | ----------------------------------- | ----------------------------------- | ----------------------------------- |
| Jaar                                | Goud                                | Zilver                              | Brons                               | Totaal                              | Rang                                |
| 1958                                | -                                   | -                                   | -                                   | -                                   | /                                   |
| 1962                                | -                                   | -                                   | -                                   | -                                   | /                                   |